# Hjalmar Boyesen

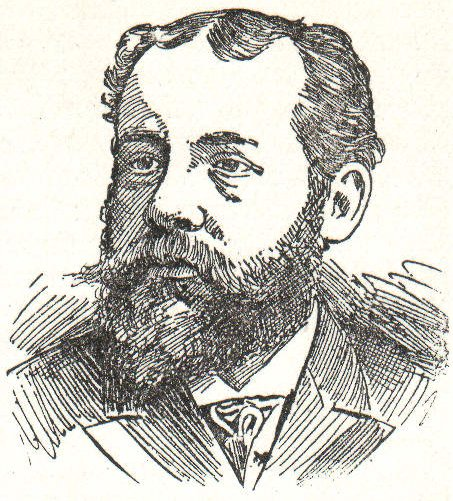
Hjalmar Hjorth Boyesen

Hjalmar Hjorth Boyesen, född 23 september 1848 och död 4 oktober 1895, var en norsk-amerikansk författare.
Boyesen utvandrade 1869 till USA, där han först var journalist, och därefter verkade som professor i tysk litteratur 1874-80 vid Cornell University, 1881-95 vid Columbia University. Utom en del litteraturhistoriska arbeten, bland vilka märks Goethe and Schiller with a commentary on Faust (1879) har Boyesen på engelska utgett en rad noveller, romaner, dikter och essayer, på sin tid mycket populära. Till svenska finns översatt Boyesens pojkbok The modern vikings (Vikingaättlingar, 1895).